# Kepler-445 b
Kepler-445 b (KOI-2704.02) est une planète extrasolaire (exoplanète) confirmée en orbite autour de l'étoile Kepler-445, une naine (classe de luminosité V) orange (type spectral K) située à une distance d'environ 90 parsecs du Soleil.
Sa découverte par la méthode des transits a été annoncée début janvier 2015 et confirmée par la NASA dès le 15 du mois.
Sa masse est d'environ cinq masses terrestres pour un rayon d'environ 1,58 fois celui de la Terre.
Elle révolutionne autour de son étoile en un peu moins de trois jours, sur une orbite inclinée à près de 90 degrés.